# Badnawar
Badnawar là một thị xã và là một nagar panchayat của quận Dhar thuộc bang Madhya Pradesh, Ấn Độ.

## Địa lý
Badnawar có vị trí 23°01′B 75°13′Đ / 23,02°B 75,22°Đ Nó có độ cao trung bình là 506 mét (1660 foot).

## Nhân khẩu
Theo điều tra dân số năm 2001 của Ấn Độ, Badnawar có dân số 17.746 người. Phái nam chiếm 53% tổng số dân và phái nữ chiếm 47%. Badnawar có tỷ lệ 64% biết đọc biết viết, cao hơn tỷ lệ trung bình toàn quốc là 59,5%: tỷ lệ cho phái nam là 72%, và tỷ lệ cho phái nữ là 56%. Tại Badnawar, 16% dân số nhỏ hơn 6 tuổi.